# Kicking It
Kicking It è un film documentario del 2008 diretto da Susan Koch e Jeff Werner.

## Trama
Il documentario, filmato nel 2006, segue le vite di sei senzatetto provenienti da Afghanistan, Kenya, Irlanda, Carolina del Nord, Spagna e Russia nel loro percorso verso Città del Capo, dove parteciperanno alla Homeless World Cup.
La narrazione è affidata all'attore Colin Farrell, che ha deciso di entrare a far parte del progetto dopo essere rimasto particolarmente colpito dalle storie degli atleti Najib (Afghanistan) e Simon (Irlanda).
Kicking It è stato presentato ufficialmente durante il Sundance Film Festival del gennaio 2008; qui la ESPN ha firmato un contratto con i produttori per garantire la distribuzione del film, aggiudicandosi inoltre i diritti televisivi.